# Кособродское сельское поселение
Кособродское се́льское поселе́ние — муниципальное образование в Троицком районе Челябинской области Российской Федерации. В рамках административно-территориального устройства муниципальное образование  соответствует административно-территориальной единице Кособродский сельсовет.
Административный центр — посёлок Целинный.

## История
Статус и границы сельского поселения установлены Законом Челябинской области от 28 октября 2004 года № 315-ЗО «О статусе и границах Троицкого муниципального района и сельских поселений в его составе»
В 2014 году упразднено Чернореченское сельское поселение. Населённые пункты вошли в Кособродское сельское поселение.

## Население
| 2002  | 2010  | 2011  | 2012  | 2013  | 2014  | 2015  |
| ----- | ----- | ----- | ----- | ----- | ----- | ----- |
| 2687  | ↘2512 | ↘2508 | ↗2524 | ↘2511 | ↘2509 | ↗3086 |
| 2016  | 2017  | 2018  | 2019  | 2020  | 2021  |       |
| ↘3029 | ↘2949 | ↘2911 | ↘2887 | ↘2836 | ↘2588 |       |

## Состав сельского поселения
| № | Населённый пункт | Тип населённого пункта          | Население |
| - | ---------------- | ------------------------------- | --------- |
| 1 | Дачный           | посёлок                         | ↘105      |
| 2 | Каменка          | посёлок                         | ↘83       |
| 3 | Каменная Санарка | посёлок                         | ↘366      |
| 4 | Кособродка       | село                            | ↘348      |
| 5 | Подгорное        | село                            | ↘212      |
| 6 | Репино           | посёлок                         | ↘177      |
| 7 | Стрелецк         | посёлок                         | ↘212      |
| 8 | Целинный         | посёлок, административный центр | ↘1221     |
| 9 | Черноречье       | посёлок                         | ↘559      |